# Zbigniew Szaleniec
Zbigniew Marian Szaleniec (ur. 8 grudnia 1954 w Zabrzu) – polski polityk, nauczyciel i działacz samorządowy, senator VI i VII kadencji (2005–2011), od 2014 burmistrz Czeladzi.

## Życiorys
Ukończył studia na Wydziale Wychowania Fizycznego AWF w Katowicach oraz studia podyplomowe w zakresie administracji i zarządzania na Wydziale Prawa i Administracji Uniwersytetu Śląskiego.
Od 1974 do 1990 był zatrudniony w górnictwie, następnie do 2001 pracował jako nauczyciel wychowania fizycznego w liceum ogólnokształcącym w Czeladzi. Był także w 2002 dyrektorem zespołu szkół w Czeladzi. Od 1994 zasiadał w radzie miasta Czeladź, następnie w latach 2002–2005 pełnił funkcję zastępcy burmistrza.
Działalność polityczną rozpoczynał w Unii Pracy, do której należał w latach 1994–1996. W wyborach parlamentarnych w 2005 z ramienia Platformy Obywatelskiej został wybrany na senatora VI kadencji w okręgu sosnowieckim. W wyborach w 2007 po raz drugi uzyskał mandat senatorski, otrzymując 98 733 głosy. W 2011 bez powodzenia kandydował do Sejmu. 1 grudnia 2011 został zastępcą prezydenta Sosnowca. W 2014 złożył rezygnację z członkostwa w PO. W tym samym roku jako kandydat niezależny został wybrany na burmistrza Czeladzi. W 2018 i 2024 z powodzeniem ubiegał się o reelekcję na kolejne kadencje. Wszedł w skład rad nadzorczych Przedsiębiorstwa Miejskiego MZUM.PL w Dąbrowie Górniczej oraz Parku Przemysłowo Technologicznego Ekopark w Piekarach Śląskich.

## Życie prywatne
Żonaty, ma dwoje dzieci.